# ماتیو ستل
 ماتیو ستل (انگلیسی: Matthew Settle؛ زادهٔ ۱۷ سپتامبر ۱۹۶۹) یک هنرپیشه اهل ایالات متحده آمریکا است. وی از سال ۱۹۹۶ میلادی تاکنون مشغول فعالیت بوده‌است.
وی در مینی سریال جوخه برادران در نقش رونالد اسپیرز مورد توجه قرار گرفت.
از دیگر فیلم‌ها یا برنامه‌های تلویزیونی که وی در آن نقش داشته است می‌توان به دختر سخن‌چین، هنوز یادمه تابستان پیش چه کردی، اسرار غیبی انجمن خواهرانه یایا، کشنده اشاره کرد.